# Barbara Mansion
Barbara Mansion, geborene Reiter, (* 4. August 1961 in Saarfels; † 10. Juni 2022) war eine deutsche Autorin.

## Leben
Mansion war gelernte Kauffrau und Fachkraft für Lohn- und Finanzbuchhaltung. Creative Writing lernte sie an der Hamburger Axel-Anderson-Akademie. 2003 begann sie damit, nebenberuflich Romane zu schreiben.
Barbara Mansion war verheiratet, Mutter einer Tochter und lebte ab 1998 bis zu ihrem Tod wieder in ihrem Geburtsort, nachdem sie zuvor 15 Jahre in Saarlouis gewohnt hatte. Sie starb im Juni 2022 und wurde in einem Ruheforst beigesetzt.
Als Schriftstellerin bekannt wurde Barbara Mansion durch ihre historischen Romane um Dame Ermentrude und Bruder Jérôme sowie durch ihre Erzählungen um den saarländischen Detektiv Leonard Max.

## Publikationen

### Bücher
- Mord auf der Siersburg, ASARO Verlag, Ottersberg 2003. ISBN 3-934625-32-0
- Mörderische Wallfahrt, Conte Verlag, Saarbrücken 2007. ISBN 3-936950-59-8
- Das Geheimnis der Burgkapelle, Conte Verlag, Saarbrücken 2010. ISBN 3-941657-09-7

### Erzählungen
- Ein ganz besonderes Fräulein. In: Hochwälder Geschichten und Gedichte – frisch aus der Feder, Bd. 1, Merzig-Wadern 2006.
- Weiberwirtschaft. In: Walther (Hrsg.): Letzte Grüße von der Saar, Asaro Verlag, Saarbrücken 2007. ISBN 3-936950-68-7
- Ein Fall für Leonard. In: Hochwälder Geschichten und Gedichte – frisch aus der Feder, Bd. 2, Merzig-Wadern 2008.